# Coriomeris insularis
Coriomeris insularis är en insektsart som beskrevs av Dolling och Yonke 1976. Coriomeris insularis ingår i släktet Coriomeris och familjen bredkantskinnbaggar. Inga underarter finns listade i Catalogue of Life.